# Пиобико
Пио̀бико (на италиански: Piobbico, на местен диалект Piòbich, Пиобик) е село и община в Централна Италия, провинция Пезаро и Урбино, регион Марке. Разположено е на 339 m надморска височина. Населението на общината е 2118 души (към 2010 г.).